# Sport w Barcelonie
Sport w Barcelonie obejmuje zarówno różne dyscypliny sportowe odbywające się w mieście, obiekty sportowe, jak również tereny rekreacyjno-sportowe.

## Obiekty sportowe

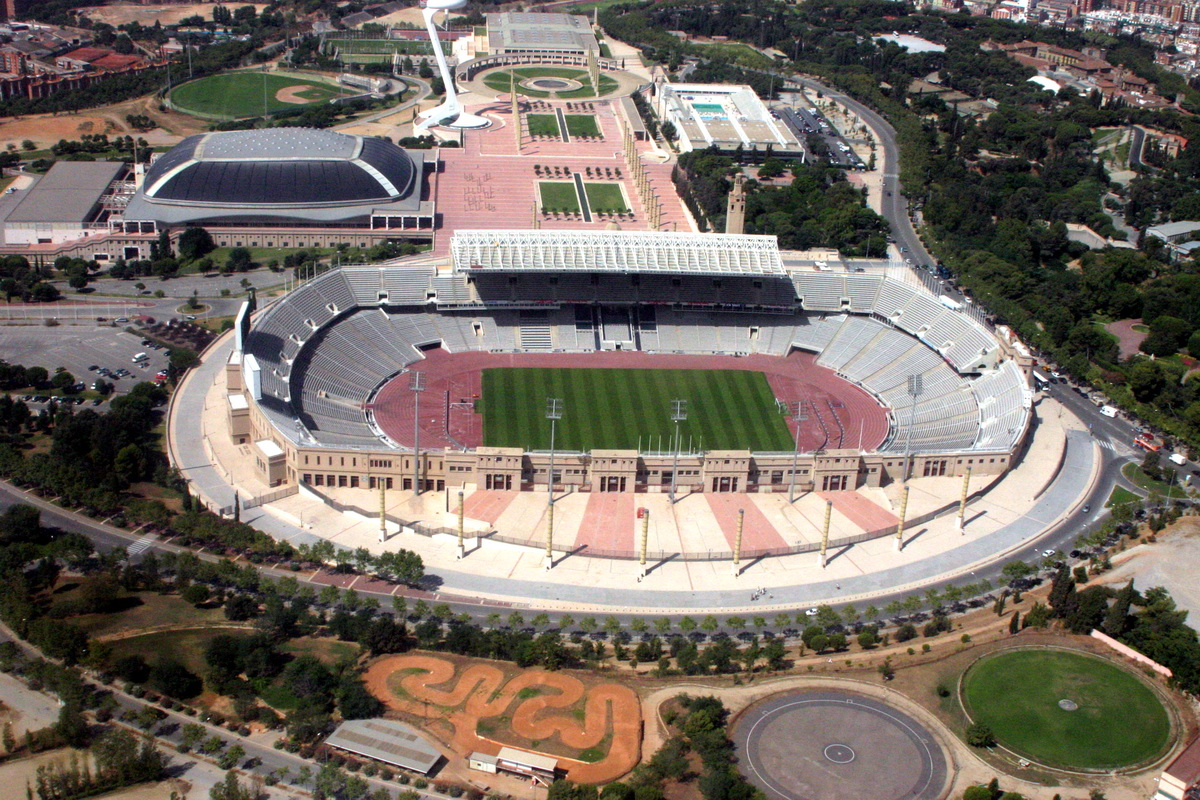
Stadion Olimpijski wybudowany dla nieodbytych w Barcelonie Igrzysk Olimpijskich w 1936 roku, główna arena Igrzysk Olimpijskich w 1992 roku.

Barcelona dysponuje bogatą infrastrukturą sportową, tj. stadionami, halami sportowymi, kortami tenisowymi, basenami oraz innymi obiektami sportowymi, jak również licznymi terenami rekreacyjnymi.

### Stadiony
Największym stadionem Barcelony, jak również Hiszpanii i Europy jest Camp Nou o pojemności prawie 100 000 osób. Rozgrywa tu swoje mecze FC Barcelona, zarówno w lidze hiszpańskiej, jak i europejskiej Lidze Mistrzów. Stadion ma najwyższą klasę według klasyfikacji UEFA. Drugim co do wielkości stadionem jest Estadi Olímpic Lluís Companys o pojemności 56 000 widzów. Jest to stadion typu olimpijskiego dla imprez lekkoatletycznych, jak i piłkarskich. Stadion został wybudowany dla nieobytych Igrzysk Olimpijskich w 1936 roku nazwanych Olimpiadą Ludową jako alternatywa do igrzysk w nazistowskim Berlinie. Stadion ten również ma najwyższą klasę według klasyfikacji UEFA. Estadi Cornellà-El Prat to stadion klubu RCD Espanyol Barcelona o pojemności ponad 40 000 widzów. Mini Estadi to stadion zapasowy FC Barcelony, ma pojemność 15 000 osób. Mecze rozgrywają na nim rezerwy – FC Barcelona B. Mniejszymi stadionami są Estadi de la Nova Creu Alta, Estadi Olímpic de Terrassa, Camp del Centenari, znajdujące się na przedmieściach o pojemności około 10 000-12 000 widzów, a także Camp Municipal Narcís Sala, Nou Sardenya i Estadi La Feixa Llarga, o pojemności około 7000 widzów.

### Hale sportowe
Palau Sant Jordi jest największą halą sportową, jej pojemność wynosi 13 000-17 000 podczas imprez sportowych i 20 000 podczas koncertów. Drugą pod względem wielkości halą sportową jest Palau Blaugrana, arena sekcji koszykarskiej, piłki ręcznej, hokeja na rolkach oraz futsalu klubu FC Barcelony, ma pojemność 7500 widzów. Inne to np. Pavelló de la Mar Bella i Palau dels Esports de Barcelona. Na przedmieściach znajduje się Palau Municipal d’Esports de Badalona o pojemności 12 000 widzów oraz kilka innych o pojemności kilku tysięcy widzów, np. Pavelló Nou Congost, Palau d’Esports de Granollers.

### Inne
W aglomeracji Barcelony znajduje się tor Formuły 1 – Circuit de Barcelona-Catalunya o pojemności 107 000 widzów.

## Kluby sportowe

### Kluby piłkarskie

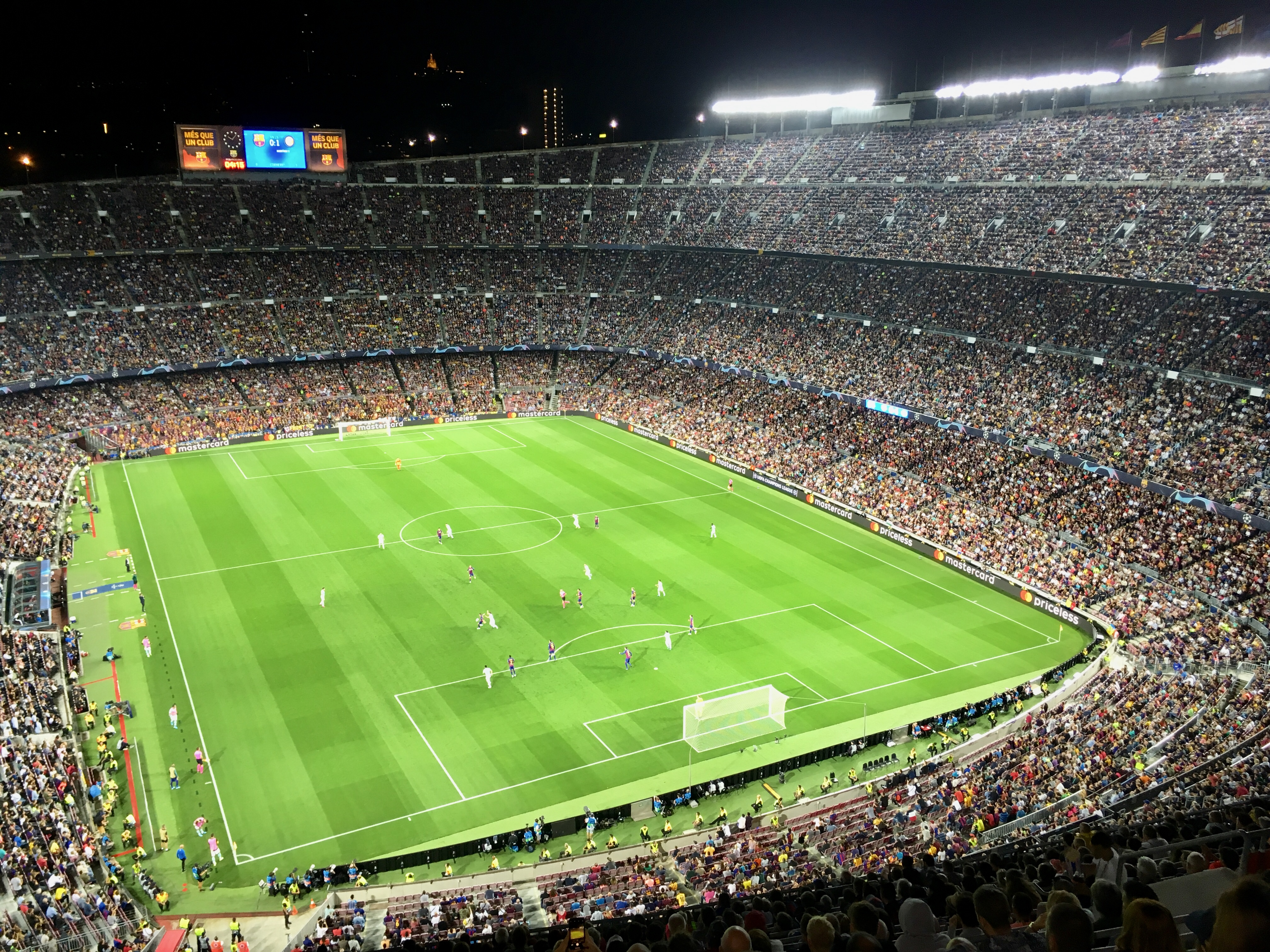
Camp Nou – stadion klubu FC Barcelona, największy stadion Europy

Największym klubem piłkarskim miasta jest FC Barcelona, założona w 1899 roku. Jest to m.in. 22-krotny mistrz i 24-krotny wicemistrz Hiszpanii, 26-krotny zdobywca Pucharu Hiszpanii, 11-krotny zdobywca Superpucharu Hiszpanii, 5-krotny mistrz i 3-krotny wicemistrz Ligi Mistrzów UEFA, 4-krotny zdobywca Pucharu Zdobywców Pucharów oraz Superpucharu Europy. Drugim co do wielkości klubem jest RCD Espanyol Barcelona, powstały w 1900 roku. Kilka razy zdobył Puchar Hiszpanii i wielokrotnie był finalistą. Dwukrotny finalista Ligi Europy. Jednokrotny mistrz Hiszpanii w piłce nożnej kobiecej. Czterokrotnie był na trzecim miejscu w Primera División, hiszpańskiej ekstraklasie. Innym klubem piłkarskim w mieście jest CE Europa, założony w 1907 roku. Występuje w czwartej lidze. Dwa razy grał w finałach Pucharu Hiszpanii.

### Inne kluby sportowe
Oprócz klubów piłki nożnej, w mieście funkcjonuje wiele klubów innych dyscyplin sportowych. Klub koszykarski FC Barcelona to 18-krotny Mistrz Hiszpanii, 23-krotny zdobywca Pucharu Hiszpanii, dwukrotny mistrz Ligi Europejskiej oraz zdobywca Pucharu Interkontynentalnego. Klub piłki ręcznej FC Barcelona, jak również inne, np. klub hokejowy FC Barcelona, klub rugby FC Barcelona, klub futsalowy FC Barcelona, klub hokeja na rolkach FC Barcelona również mają osiągnięcia w rozgrywkach krajowych i europejskich. Barcelona Dragons to były utytułowany klub futbolu amerykańskiego, obecnie w rejonie Barcelony funkcjonują trzy kluby: Barcelona Búfals, Badalona Dracs i L’Hospitalet Pioners.

## Imprezy sportowe

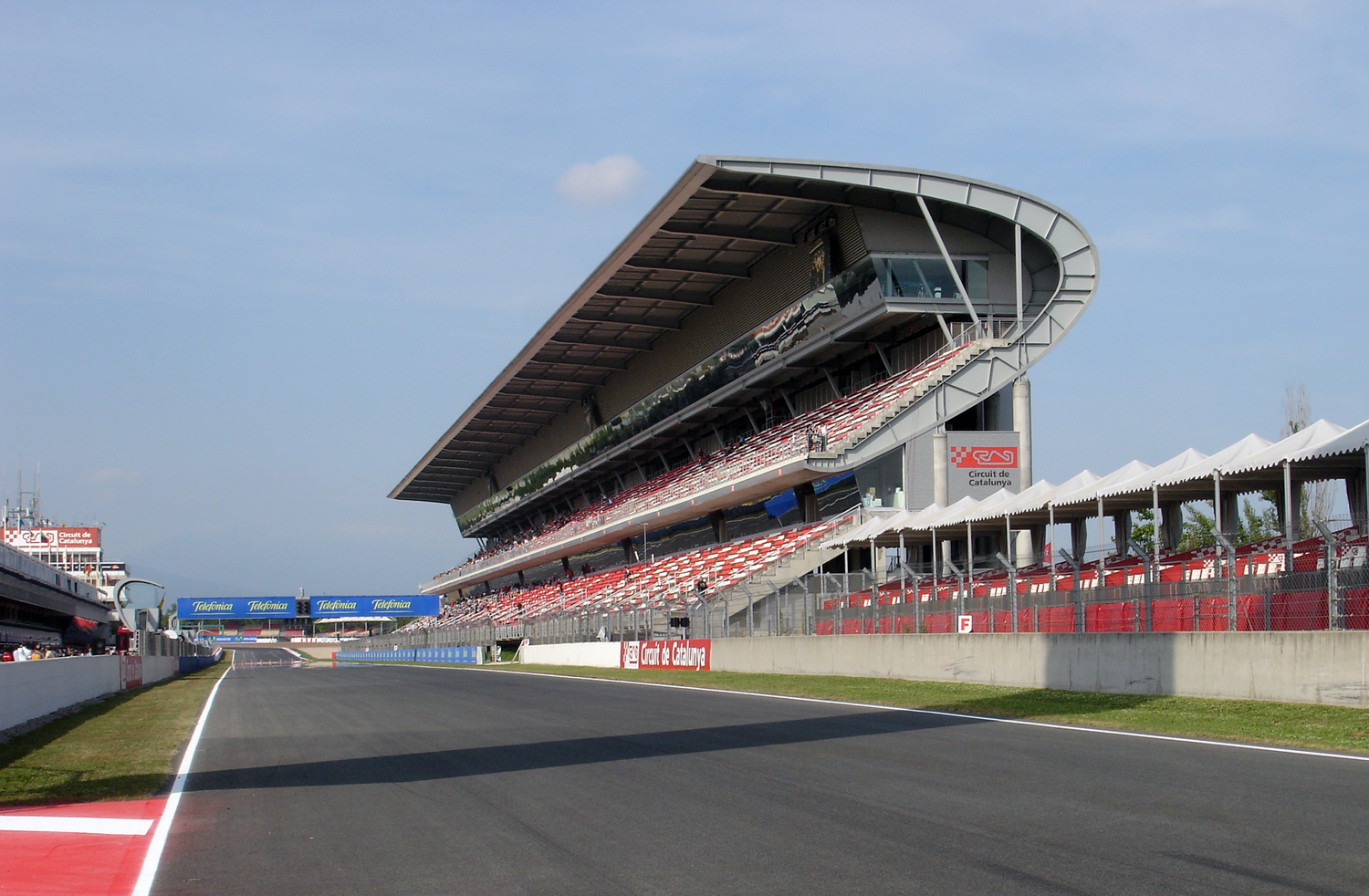
Tor Formuły 1 Circuit de Barcelona-Catalunya

W Barcelonie odbyły się Letnie Igrzyska Olimpijskie 1992 oraz kilkadziesiąt innych imprez o znaczeniu Europejskim lub światowym, m.in. Igrzyska Śródziemnomorskie 1955, Mistrzostwa Europy w judo 1958, Mistrzostwa Europy w Pływaniu 1970, Mistrzostwa świata w hokeju na trawie mężczyzn 1971, Mistrzostwa Świata w Kolarstwie Szosowym 1973, Mistrzostwa Europy w karate 1980, Mistrzostwa świata w kolarstwie torowym 1984, Mistrzostwa Świata w Kolarstwie Szosowym 1984, Mistrzostwa Świata w Szermierce 1985, Puchar Świata w Chodzie Sportowym 1989, Puchar Świata w Lekkoatletyce 1989, Mistrzostwa świata w judo 1991, Halowe Mistrzostwa Świata w Lekkoatletyce 1995, Mistrzostwa Świata w Futsalu 1996, Mistrzostwa Świata w Pływaniu 2003, Mistrzostwa Europy w Lekkoatletyce 2010, Mistrzostwa Świata w Snowboardzie 2011, Mistrzostwa Świata w Pływaniu 2013, a także Mistrzostwa Europy w Piłce Nożnej 1964, Mistrzostwa Świata w Piłce Nożnej 1982, Mistrzostwa Europy U-21 w piłce nożnej 1996, Meridian Cup 2007, Mistrzostwa Świata w Piłce Ręcznej Mężczyzn 2013 oraz finały UEFA, w tym Ligi Mistrzów. W 2014, barcelońska Palau Sant Jordi będzie jedną z aren Mistrzostw Świata w Koszykówce Mężczyzn.
Co rok w mieście organizowanych jest wiele imprez sportowych o znaczeniu międzynarodowym, w tym kilka biegów ulicznych, np. Maratón de Barcelona (Maraton Barceloński) o dystansie 42 195 km, w 2012 wystartowało 16 216 uczestników; Cursa de Bombers o dystansie 10 km, w 2010 roku wystartowało 18 014 uczestników, wyścig ma status IAAF Bronze Label Road Race; Cursa El Corte Inglés o dystansie 11 km, w 2013 roku wystartowało 83 410 uczestników. Barcelona Open to coroczny międzynarodowy turniej tenisowy z cyklu ATP World Tour 500. W latach 2007–2012 rozgrywany był także tenisowy turniej kobiecy cyklu WTA Tour, Barcelona Ladies Open. Na torze Circuit de Barcelona-Catalunya co roku odbywają się zawody mistrzostw świata Formuły 1 i kilka mniejszych zawodów. W prowincji Barcelona co roku odbywa się Aerosport, air show na którym pokazywane są akrobacje lotnicze. Barcelona World Race to międzynarodowy wyścig jachtów dookoła ziemi, rozpoczynający się i kończący się w Barcelonie.
Barcelona wraz z ośrodkami sportów zimowych w Pirenejach (m.in. z La Moliną) kandydowała do organizacji Zimowych Igrzysk Olimpijskich w 2022 roku. W planach ceremonia otwarcia i zamknięcia oraz sporty halowe odbyłyby się w Barcelonie, natomiast dyscypliny alpejskie odbyłyby się w górach. Jednakże z powodu kryzysu Barcelona wycofała kandydaturę i rozważa ponowne zgłoszenie 4 lata później, na Zimowe Igrzyska Olimpijskie 2026.